# 大庭愛未
大庭 愛未（おおば めぐみ、2006年6月6日 - ）は、日本の子役。かつてはセントラルに所属していた。

## 出演

### テレビドラマ
- 土曜ワイド劇場 人類学者・岬久美子の殺人鑑定 第3作（2013年） - 江成文香 役
- つなみ ～子どもたちのことば～（2013年） - 鈴木麗 役
- 潜入探偵トカゲ 第6話（2013年） - 本田梨沙 役
- 震える牛 第3・4話（2013年）
- SRO 警視庁広域捜査専任特別調査室（2013年）
- 夜のせんせい（2014年）
- every.311報道特番（2014年）
- 芙蓉の人〜富士山頂の妻（2014年）
- ママとパパが生きる理由。（2014年）
- ウロボロス〜この愛こそ、正義。（2015年）
- ORANGE 〜1.17命懸けで闘った消防士の魂の物語〜（2015年）
- NHK 土曜時代ドラマ みをつくし料理帖（2017年） - 澪の少女時代 役
- 天才を育てた女房（2018年） ‐ 岡さおり 役

### テレビ番組
- Rの法則
- 解決!ナイナイアンサー
- こど～MO!
- 特捜警察ジャンポリス
- ビートたけしのいかがなもの会
- レコ☆Hits! - JUJU（幼少期） 役

### CM
- JA共済
- 東海漬物

### MV
- JUJU 守ってあげたい（2013年）
- 板野友美 COME PARTY!（2014年）

### DVD
- ベネッセコーポレーション こどもちゃれんじ ほっぷ

### VP
- 岡村製作所
- 日建
- 人にやさしい安全運転
- パナソニック ドアモニ

### スチール
- フレーベル館
  - がくしゅうおおぞら
  - キンダーブック
- ベネッセコーポレーション 小学2年生